# Radio Tarragona
Radio Tarragona va ser una emissora de ràdio catalana creada l'any 1933.

## Història
El concessionari de l'estació de radiodifusió era l'Associació de la Premsa de Tarragona, que aleshores presidia Timoteo Zanuy Lanao. El 5 de març de 1933 s'aprova el projecte tècnic i se li atorga el distintiu EAJ-33. Les emissions en proves varen començar a l'agost de 1933 i la inauguració oficiosa es va fer el 6 d'octubre, fent l'acte oficial al dia següent i les emissions regulars el dia 8.
El primer locutor i empleat únic en aquells moments fou Josep Maria Tarrasa i Alvira. La programació dels primers anys consistia en notícies llegides dels diaris, peticions musicals i de poesia, imitacions, recitals o actuacions en directe. L'agost de 1934 s'associa amb Ràdio Associació de Catalunya per tal de poder radiar els concerts i radioteatre d'aquesta. A l'octubre de 1934 neix el personatge de Maginet Pelacanyes, un personatge interpretat pel mateix Maginet en el qual posava veu de nen per tal de recaudar fons per als més necessitats.
Durant la Guerra Civil la emissora va tenir un paper important per la ciutat, doncs va radiar els diferents missatges de la Generalitat, gràcies al seu acord amb RAC, a més dels avisos per anar al refugi. i es va convertir en l'únic medi de comunicació de la ciutat, després del tancament en 1938 de Diari de Tarragona per manca de matèries primeres. Amb l'ocupació de la ciutat per les tropes franquistes, la matinada del 15 de gener de 1939, dos policies de la Generalitat varen portar a Tarrasa a l'emissora i destruir tot el que hi havia. L'emissora es recupera sota el bàndol franquista el 26 de juliol de 1939 amb el nom de Radio Tarragona de Falange Española Tradicionalista y de las J.O.N.S. sota la direcció de Martí Marias i als mateixos estudis. La emissora, però, es va inaugurar el 19 d'agost.
Durant aquesta nova etapa, es comencen a fer retransmissions esportives, començant amb un Nàstic-Reus Deportiu de futbol al gener de 1940, retransmès per Joan Juncosa. També es varen fer retransmissions d'altres tipus, com la Processó del Sant Enterrament o de pel·lícules. Juncosa, a més, va crear el programa El disco solicitado de peticions musicals, al qual va canviar-li el nom per El disco dedicado ja que la gent dedicava les cançons. A més d'actuacions muscials, a partir de 1941 es varen estrenar concursos com El afeitado más rápido o Busque, corra y llegue usted primero que buscaven la participació del oients fent-los venint a la emissora. A partir de 1949, ofereix obres de teatre radiofonades, però que al 1952 es substitueixen per guions cinematogràfics.
El mateix any, s'inicia una col·laboració amb Radio Intercontinental per emetre uns programes musicals. Durant aquesta dècada es popularitzen serials radiofònics com Violante. Al 1958, la emissora s'adereix a la Red de Emisoras del Movimiento (REM), canviant de nom per Radio Tarragona. La Voz del Mediterráneo i estrena nous estudis amb un auditori per 340 persones. A l'any 1963 s'estrena Carnet de tarragoní (canviat per Full de calendari fins al 1975) que va ser un espai arrendat a Antoni Alasà Domingo (conegut com Máximo Burxa) en el qual setmanalment es feien uns articles en català sobre temes diversos. El 1970 Lluís Figuerola va retransmetre el primer concurs de castells de l'era moderna i va continuar durant els anys amb diverses retransmissions.
Amb l'arribada de la democràcia va acabar integrada a la Radiocadena Española, actual Ràdio Nacional d'Espanya.